# Ibrahim Abdrabbou
Ibrahim Abdrabbou ar. ابراهيم عبد ربه, (ur. 24 stycznia 1925 w Aleksandrii) – egipski pięściarz. Reprezentant kraju podczas igrzysk olimpijskich w 1952 w Helsinkach.
Na igrzyskach w Helsinkach wystąpił w turnieju wagi koguciej. W pierwszej rundzie miał wolny los, a w drugiej przegrał z Vincenzo Dall’Osso z Włoch.